# گرابهاب
گرابهاب (انگلیسی: Grubhub) شرکت سفارش اینترنتی غذا آمریکایی است، که در سال ۲۰۰۴ تأسیس شد.